# The Winter's Tale
The Winter's Tale er en amerikansk stumfilm fra 1910.

## Medvirkende
- Anna Rosemond
- Martin Faust
- Frank H. Crane
- Amelia Barleon
- Alfred Hanlon